# 花の湯へようこそ
『花の湯へようこそ♥』（はなのゆへようこそ）は、渡辺志保梨の4コマ漫画作品。英題は「Welcome to the "HANANOYU"!!」。芳文社発行の『まんがタイムナチュラル』で2000年12月号から連載を開始した。その後同誌の廃刊に伴い『まんがタイムスペシャル』に2004年3月号から移籍し、2011年1月号まで連載された。

## 作品概要
町の住人の社交場となっている古き良き銭湯「花の湯」を舞台に、番台に座る主人公「よしの」と様々な常連客とのほのぼのとした日常を描いている。なお、客はほぼ全て名前が不明であり、準レギュラーのように頻繁に登場する一部常連客も同様である。

## 登場人物
花見川よしの（はなみかわ よしの）
銭湯花の湯の看板娘にして本作の主人公。実家を継ぐ気はないので昼はOLをしているが、番台・釜場で薪をくべる・浴場の掃除とちゃんと家業を手伝うしっかり者。番台ではいつも新聞を広げ、男湯と女湯の目隠しをしている。常連客からは「よっちゃん」と呼ばれている。
稲浜みさき（いなはま みさき）
よしのの会社の同僚のOLにして友人。花の湯にも頻繁に通っている。
園生大介（そんのう だいすけ）
よしのの会社の同僚の銭湯マニア。いつも番台越しに女湯を覗こうとしては、よしのに阻止されている。
社長（しゃちょう）
よしのの勤める会社の社長。部下とも気さくに話す人当たりのいい人物。
よしのの父（よしののちち）
銭湯花の湯の主人。娘のよしのに銭湯を継いでほしいと思っている。
よしのの母（よしののはは）
よしのの母。夫と同じく娘に銭湯を継いでほしいと思っている。
以下、同僚以外の花の湯の常連客。ほぼ全員名前が不明である。
中年女性コンビ
いつも花の湯で世間話をしている二人の中年女性。会話の内容は美容や健康が主である。
若い母親と小さい男の子の親子
男の子は母と一緒の女湯ではなく一人で男湯に入りたいと思っている。それが実現してからは母親は息子が心配で仕方なく、いつも男湯を気にしていて、時には番台越しに男湯を覗いたりする。
若い母親と小さい女の子の親子
女の子は明るく活発。母親は胸が小さいのを気にしており、娘が他の胸が大きい女性客に胸を大きくする方法を聞いて回っている事に困っている。
若い父親と小さい女の子の親子
娘を溺愛する父親は、娘がまだ幼いにもかかわらず、いずれ成長して親元を離れる事が悲しくて仕方がない。娘の名前は「夢子」。
黒髪ロングの女性
気っ風のいい女性。流行に敏感だが、時には神輿を担いだりもする。
留学生
金髪碧眼の外国人留学生の女性。巨乳でプロポーション抜群。日本文化に興味津々だが色々間違っている。米国出身の模様。
受験生と片想いちゃん
受験生は銭湯でも受験勉強をするほど受験しか頭に無く、「落ちる」という言葉に過剰反応する。そんな彼に片想いをする後輩の女子高生はなんとか話しかけようとするが、いつも失敗する。
会社員
川に落ちた所をよしのに助けられた男性会社員。よしのに好意を持ち花の湯に会いに行くが、なぜかいつも会えない。園生を勝手にライバル視している。

## 書籍情報
芳文社よりまんがタイムコミックスとして刊行されている。
2009年8月現在、単行本が4巻まで発行されている。
- まんがタイムコミックス

1. 第1巻（2005年7月18日発行） ISBN 4-8322-6405-2
2. 第2巻（2006年10月22日発行） ISBN 4-8322-6495-8
3. 第3巻（2008年3月22日発行） ISBN 978-4-8322-6616-2
4. 第4巻（2009年8月22日発行） ISBN 978-4-8322-6764-0